# プラネット・エックス
プラネット・エックス（Planet X）は、アメリカ合衆国で結成されたプログレッシブ・メタル・バンド。元ドリーム・シアターのキーボーディスト、デレク・シェリニアンのソロ・アルバム『プラネット・エックス』（1999年）から発展する形で誕生した。

## 来歴
レギュラー・メンバーはシェリニアン、ヴァージル・ドナティ（ドラムス）、トニー・マカパイン（ギター）の3人で、ファースト・アルバム『ユニヴァース』（2000年）にはトム・ケネディがゲスト・ベーシストとして参加した。2001年にはデイヴ・ラルーをゲストに迎えてツアーを行い、6月13日に行われたオーストラリア公演の模様は、2002年にライブ・アルバム『ライヴ・フロム・オズ』として発表された。続くスタジオ・アルバム『ムーンベイビーズ』（2002年）には、トム・ケネディに加えてジミー・ジョンソン、ビリー・シーンといったゲスト・ベーシストも参加した。2004年にはギタリストがマカパインからT・J・ヘルメリッヒに交替し、更にルーファス・フィルポットがベーシストとして加入した。
2007年のアルバム『クアンタム』は、シェリニアン、ドナティ、フィルポットに加えてジミー・ジョンソン（ベース）、アラン・ホールズワース（ギター）、ブレット・ガースド（ギター）といったゲストを迎えて制作された。

## ディスコグラフィ

### スタジオ・アルバム
- 『ユニヴァース』 - Universe (2000年)
- 『ムーンベイビーズ』 - MoonBabies (2002年)
- 『クアンタム』 - Quantum (2007年)

### ライブ・アルバム
- 『ライヴ・フロム・オズ』 - Live from Oz (2002年)

### コンピレーション・アルバム
- Anthology (2023年) ※4枚のアルバムをリマスタリングして収録した4枚組